# 도가네시
도가네시(일본어: 東金市)는 일본 지바현 중앙부에 있는 시이다.
도시 고용권 내 도쿄 도시권이며, 도가네 상권을 형성하는 준상업 중심 도시이다. 지방 거점 도시로 지정되어 있다.
1954년에 시로 승격하였다.

## 개요
에도 시대에는 도쿠가와 가문(도쿠가와 이에야스, 도쿠가와 히데타다)이 매사냥을 위해 야쓰쓰루코에 와서 히가네 고세이 가도, 히가네 고텐 등을 정비하여 역참 마을, 도매상가로 번영을 누렸다.
이후에도 산무지역(산무군시)의 거점도시로서 농업과 상업을 중심으로 발전해 왔다.
중심 역인 도가네역과 현청 소재지인 지바시에 있는 지바역은 도가네선-소토보에서 약 35분이면 연결된다. 또한 출퇴근 시간에는 게이요선을 경유하여 도쿄역 발착 통근쾌속이 운행되고 있다. 버스 교통에서도 도쿄역-지바역 직통 버스가 히가시칸토 자동차도-게이요 도로-지바토가네 도로를 경유해 운행되고 있다.

## 지리
지바현 중동부, 구주쿠리 평야와 보소 대지의 경계에 위치하고 예로부터 농업, 상업 등 산업을 중심으로 발전해 온 산부 군시의 핵심 도시이다. 도쿄도 23구 권역에서 약 50km 떨어진 곳에 자리하며, 도쿄 도심과는 히가시칸토 자동차도·게이요 도로·지바토가네 도로 등의 도로와 동일본 여객철도 도가네선으로 직결 운행하는 게이요선의 전철을 통해 연결된다.

### 인접한 지자체
- 지바시
- 야치마타시
- 산무시
- 오아미시라사토시
- 구주쿠리정

## 역사
- 1889년 4월 1일 - 정촌제 시행으로 1정 7촌의 구역을 가지고 야마베군 도가네정이 성립하였다.
- 1897년 4월 1일 - 야마베군이 폐지되어 산부군이 되었다.
- 1953년 4월 1일 - 오카야마촌, 마사키촌, 고헤이촌, 도요나리촌의 일부와 합병해 산부군 도가네시가 성립하였다.

## 교통

### 도로
- 국도 126호선
- 국도 128호선
- 국도 409호선

### 철도
- 동일본 여객철도 도가네선

## 인구
| 연도 | 인구   | ±%     |
| ---- | ------ | ------ |
| 1950 | 34,495 | —      |
| 1960 | 32,826 | −4.8%  |
| 1970 | 32,065 | −2.3%  |
| 1980 | 35,603 | +11.0% |
| 1990 | 45,179 | +26.9% |
| 2000 | 59,605 | +31.9% |
| 2010 | 61,747 | +3.6%  |

- 총 인구수 - 61,701명(전국 645위)
- 사망자 수 - 22,701명(전국 622위)
- 청소년(15세 이하) - 14.00%(전국 797위)
- 연령(65세 이상) - 17.77%(전국 367위)

전국 2033개 자치단체 중에는 도도부현과 정령지정도시의 구가 중복됨.
- 소멸 가능 도시로 지정되어 향후 추진해야 할 미래 방향을 제시하는 '도가네시 도시-사람-일자리 창출 종합전략'이 수립되어 있다.